# تپه شیخ معروف ۲
تپه شیخ معروف ۲ مربوط به سدهٔ ۸–۶ ه.ق است و در شهرستان نقده، بخش مرکز ی، دهستان بیگم قلعه، روستای شیخ معروف واقع شده و این اثر در تاریخ ۷ خرداد ۱۳۸۷ با شمارهٔ ثبت ۲۲۹۲۵ به‌عنوان یکی از آثار ملی ایران به ثبت رسیده است.